# EuroNight

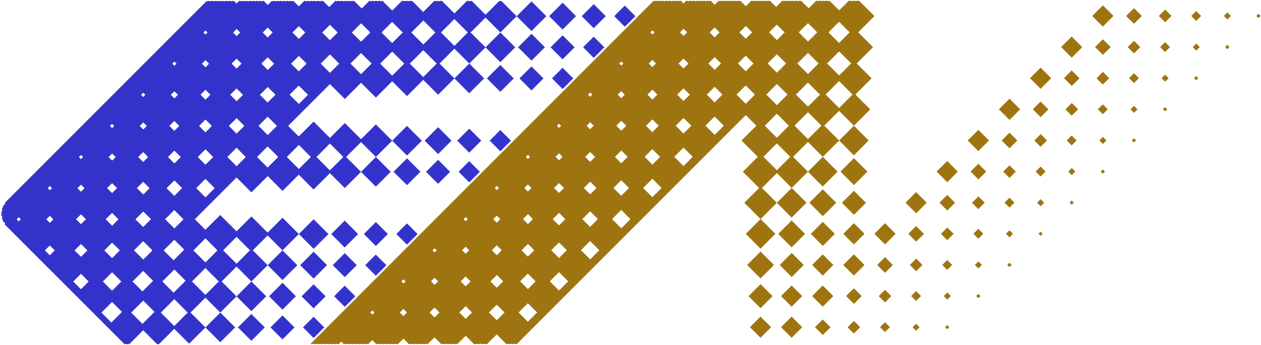
EuroNight-Logo

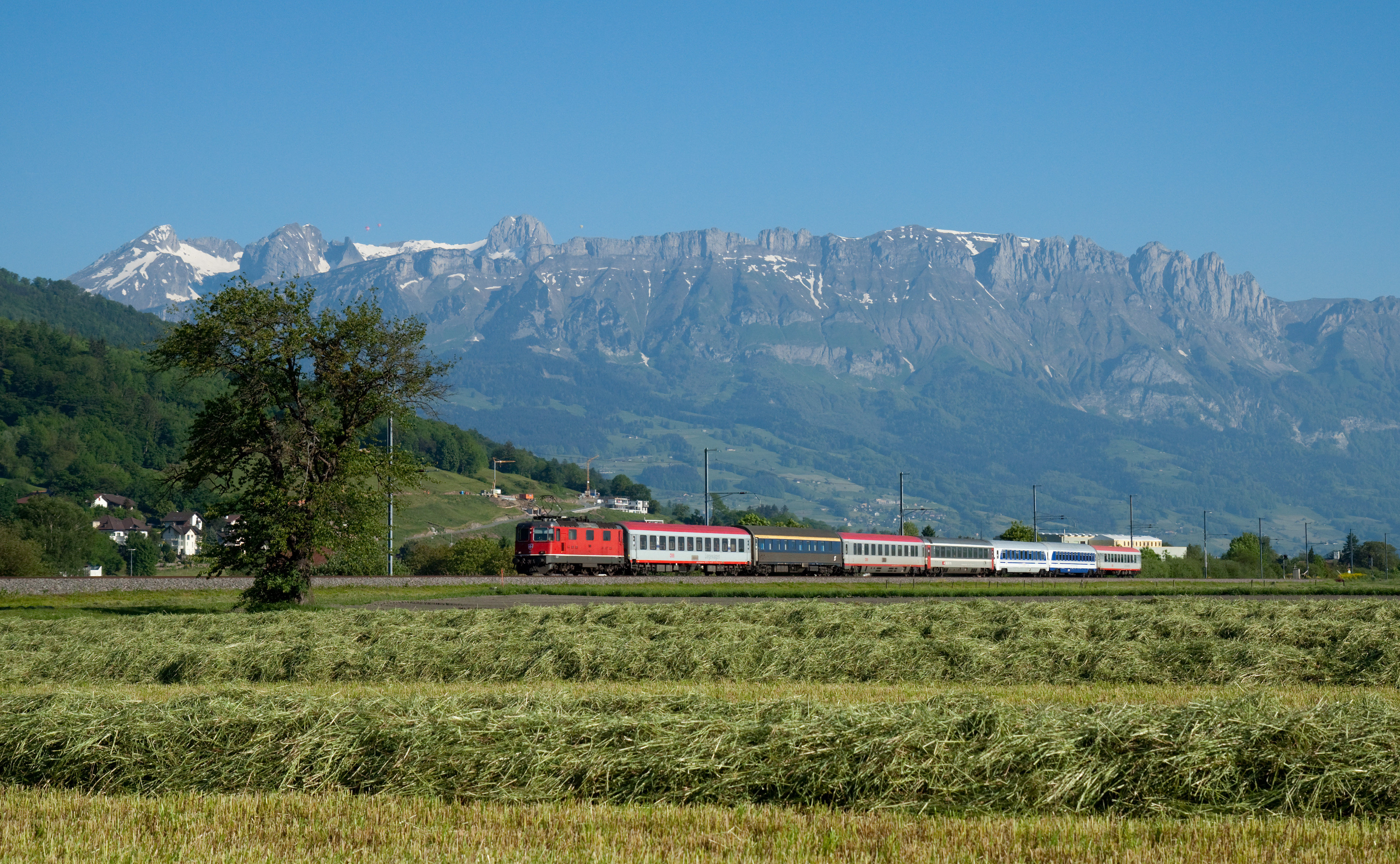
EuroNight Zürichsee mit mehreren Kurswagen

Der EuroNight (Kurzbezeichnung: EN, Farbe im deutschen Kursbuch: Blau, in der Schweiz stylisiert ) ist eine Zuggattung für nationale und internationale Nachtreisezüge in Europa.

## Geschichte
Die ersten EuroNight-Züge wurden 1993 als Nachfolger des EuroCity-Nacht eingeführt. Sie führen klimatisierte Wagen und teilweise auch ein Zugrestaurant; bei allen Zügen sind Speisen und Getränke bei den Schlaf- und Liegewagenbetreuern erhältlich, und ein Frühstück ist häufig im Preis inbegriffen. Bei den Grenzkontrollen werden die Fahrgäste der Schlaf- und Liegewagen im Regelfall nicht geweckt; zum Zweck der Grenzformalitäten werden bei diesen Zugläufen die Ausweispapiere dem Schlaf- oder Liegewagenbetreuer übergeben.

## Wagenausstattung
EuroNight-Züge bestehen aus Schlafwagen, Liegewagen und Sitzwagen der zweiten Klasse. In einigen Zugpaaren werden auch Wagen erster Klasse, Speisewagen und/oder Gepäckwagen geführt. Bewirtschaftet werden die Wagen je nach Bahngesellschaft von den Gesellschaften selber oder von beauftragten Servicegesellschaften wie Newrest Wagons-Lits (der früheren CIWL), der JLV, a.s. aus Tschechien, Wagon Slovakia Košice, a.s. aus der Slowakei und Utasellátó aus Ungarn.

## Tarif
Im deutschen Binnenverkehr werden die EN-Züge nach dem IC/EC-Preis (Produktklasse B) tarifiert. Zusätzlich zum Fahrschein sind entsprechend der Komfortklasse (Sitz, Liege, Bett) Aufpreise zu lösen. Teilweise werden durch einzelne Bahngesellschaften auch Globalpreise (DB SparNight, ÖBB SparSchiene) ausgegeben.

## Zugläufe und Reiseziele
Die im deutschsprachigen Raum verkehrenden EuroNight-Züge enden in Kroatien, Polen, Schweden, Tschechien oder Ungarn.
Seit Dezember 2017 verkehren die ÖBB Nightjet nicht mehr unter der Zuggattung EN, sondern werden als NJ bezeichnet. Eine Liste dieser Züge ist dort zu finden.

### Verbindungen
| Nummer            | Zugname         | Namenserläuterung                                      | | Zuglauf | Betreiber | Fahrzeit        |
| ----------------- | --------------- | ------------------------------------------------------ | --- | --- | --------- | --------------- |
| EN 406 EN 407     | Chopin          | Frédéric Chopin                                        | Warszawa Wschodnia – Kraków – Katowice – Ostrava – Wien – Linz - Salzburg - München                                     | Warszawa Wschodnia – Kraków – Katowice – Ostrava – Wien – Linz - Salzburg - München                                     | PKP       | 14:38 h 14:45 h |
| EN 40414 EN 40465 |                 |                                                        | Zagreb – Ljubljana – Villach – Innsbruck – Buchs – Zürich                                                               | Zagreb – Ljubljana – Villach – Innsbruck – Buchs – Zürich                                                               | HŽ        | 14:52 h 14:47 h |
| EN 442 EN 443     | Slovakia        | Slovakia                                               | Humenné – Košice – Poprad-Tatry – Ostrava – Olomouc – Praha                                                             | Humenné – Košice – Poprad-Tatry – Ostrava – Olomouc – Praha                                                             | ZSSK/ČD   | 12:25 h 12:28 h |
| EN 50462 EN 50237 | Kálmán Imre     | Emmerich Kálmán                                        | Budapest-Keleti – Győr – Wien – Linz – Salzburg – München Ost – Stuttgart                                               | Budapest-Keleti – Győr – Wien – Linz – Salzburg – München Ost – Stuttgart                                               | MÁV       | 11:57 h 12:50 h |
| EN 40476 EN 40457 | Metropol        | Trug bereits zuvor als Interexpress den Namen Metropol | Budapest Nyugati – Bratislava – Břeclav – Brno – Praha – Dresden – Berlin                                               | Budapest Nyugati – Bratislava – Břeclav – Brno – Praha – Dresden – Berlin                                               | MÁV       | 12:45 h 13:08 h |
| EN 480 EN 60237   | Opatija         | Opatija                                                | Rijeka – | Ljubljana – Villach – Salzburg – München Ost – Stuttgart                                                                | HŽ        | 13:50 h 14:56 h |
| EN 414 EN 40237   | Lisinski / Sava | Vatroslav Lisinski / Save                              | Zagreb – | Ljubljana – Villach – Salzburg – München Ost – Stuttgart                                                                | HŽ        | 12:59 h 14:10 h |
| EN 345 EN 346     |                 |                                                        | Stockholm – Linköping – Malmö – Københavns Lufthavn – Odense – Hamburg Hauptbahnhof – Berlin Hauptbahnhof/Gesundbrunnen | Stockholm – Linköping – Malmö – Københavns Lufthavn – Odense – Hamburg Hauptbahnhof – Berlin Hauptbahnhof/Gesundbrunnen | SJ        | 15:51 h 15:20 h |
| EN 50462 EN 40467 |                 |                                                        | Budapest-Keleti – Győr – Wien – Linz –                                                                                  | Innsbruck – Buchs – Zürich                                                                                              |           | 11:40 h 11:39 h |
| EN 50466 EN 50467 |                 |                                                        | Praha – České Budějovice –                                                                                              | Innsbruck – Buchs – Zürich                                                                                              | ČD        | 14:19 h 13:17 h |
| EN 40458 EN 40459 | Canopus         | Canopus                                                | Praha – Dresden – Leipzig – Frankfurt (Main) – Mannheim – Basel – Zürich                                                | Praha – Dresden – Leipzig – Frankfurt (Main) – Mannheim – Basel – Zürich                                                | ČD        | 14:39 h 13:39 h |

### Ehemalige EuroNight-Verbindungen, die inzwischen als andere Zugkategorie verkehren
| Nummer        | Zugname                                                                                            | Namenserläuterung | Zuglauf | Betreiber  | Fahrzeit        |
| ------------- | -------------------------------------------------------------------------------------------------- | ----------------- | --- | ---------- | --------------- |
| EN 346 EN 347 | Dacia (verkehrt inzwischen als D 349 / 347 Dacia)                                                  | Dacia             | București Nord – Brașov – Budapest Keleti – Győr – Wien                                                              | CFR        | 19:36 h 19:05 h |
| EN 301 EN 300 | Berlin-Night-Express (bis 2019; verkehrt inzwischen ohne Trajekt als Nacht-Schnellzug D 301 / 300) |                   | Malmö – Trelleborg – (Fähre –) Sassnitz – Berlin (Zuglauf bis 2019) Stockholm – Linköping – Malmö – Hamburg – Berlin | Snälltåget | 16:43 h 17:17 h |
| EN 472 EN 473 | Ister (verkehrt inzwischen als INZ 472 / IC 473 Ister)                                             | Ister             | București Nord – Ploiești – Brașov – Sibiu – Arad – Szolnok – Budapest-Keleti                                        | CFR        | 15:05 h 15:49 h |

### Eingestellte Verbindungen
| Nummer                      | Zugname                                                     | Namenserläuterung | Zuglauf | Betreiber                     | Fahrzeit        |
| --------------------------- | ----------------------------------------------------------- | ----------------- | --- | ----------------------------- | --------------- |
| EN 206 EN 207               | Thello (vor Dez. 2012: Artesia Palatino) eingestellt        |                   | Paris-Bercy – Dijon-Ville – Lausanne – Brig – Domodossola – Piacenza – Parma – Bologna – Florenz Campo di Marte – Roma Termini                                                                 | Thello                        | 14 h            |
| EN 220 EN 221               | Thello (1. Juli 2021 eingestellt)                           |                   | Paris-Gare-de-Lyon – Dijon-Ville – Milano – Brescia – Verona Porta Nuova – Vicenza – Padova – Venezia Mestre – Venezia Santa Lucia                                                             | Thello                        | 14:35 h 14:21 h |
| EN 404/D 21EJ EN 405/D 22EJ | Vltava                                                      | Vltava            | Moskwa Belorusskaja – (Kurswagen aus St Petersburg Vitebskii –) Minsk-Passajirskii – Warszawa – Katowice – Ostrava – Praha                                                                     | RŽD                           | 26:44 h 26:57 h |
| EN 17/409 EN 19/408         | Moskau-Nizza-Express                                        |                   | Moskwa Belorusskaja – Minsk-Passajirskii – Warszawa – Wien – Milano Rogoredo – Genova Piazza Principe – Nice                                                                                   | RŽD                           | 47:16 h 46:43 h |
| EN 440/D 13MJ EN 441/D 14MJ | Strizh                                                      | Mauersegler       | Moskwa Kurskaja – Smolensk – Orscha – Minsk-Passajirskii – Brest – Terespol – Warszawa Centralna – Poznań – Rzepin – Frankfurt (Oder) – Berlin Ostbahnhof                                      | RŽD                           | 20:14 h 20:35 h |
| EN 456 EN 457               | Phoenix (Dezember 2015 eingestellt)                         |                   | Amsterdam – Utrecht – Arnhem – Emmerich – Duisburg – Düsseldorf – Köln – Wuppertal – Dortmund – Hamm – Bielefeld – Berlin – Dresden – Bad Schandau – Ústí nad Labem – Praha-Holešovice – Praha | DB Fernverkehr, ČD            | 14:16 h 15:34 h |
| EN 440 EN 441               | Venezia (Dezember 2011 eingestellt)                         |                   | Budapest Keleti – Zagreb – Ljubljana – Venedig Mestre – Venedig Santa Lucia | Trenitalia, MÁV               | 14 h            |
| EN 273 EN 274               | Trenhotel Pau Casals (6. Dezember 2012 eingestellt)         | Pau Casals        | Zürich – Bern – Lausanne – Genf-Cornavin – Perpignan – Barcelona França | Elipsos, Renfe, SBB CFF FFS   | 13 h            |
| EN 407 EN 409               | Trenhotel Francisco de Goya (15. Dezember 2013 eingestellt) | Francisco de Goya | Paris-Austerlitz – Blois – Poitiers – Burgos – Valladolid – Madrid Chamartín | Elipsos, SNCF, Renfe          | 13 h            |
| EN 452/23JI EN 453/24JI     | Moskau-Berlin-Paris                                         |                   | Moskwa Belorusskaja – Minsk-Passajirskii – Warszawa Centralna – Poznań – Berlin – Frankfurt am Main – Saarbrücken – Paris-Est                                                                  | RŽD                           | 36:21 h 37:23 h |
| EN 475 EN 477               | Trenhotel Joan Miró (15. Dezember 2013 eingestellt)         | Joan Miró         | Paris-Austerlitz – Limoges-Benedictins – Portbou – Figueras – Girona – Barcelona França | Elipsos, SNCF, Renfe          | 12 h            |
| EN 11273 EN 11274           | Trenhotel Salvador Dalí (7. Dezember 2012 eingestellt)      | Salvador Dalí     | Milano – Perpignan – Portbou – Figueras – Girona – Barcelona França | Elipsos, Renfe, Trenitalia    |                 |
| EN 446 EN 447               | Jan Kiepura (11. Dezember 2016 eingestellt)                 | Jan Kiepura       | Warszawa Wschodnia – Warszawa – Poznań – Frankfurt (Oder) – Potsdam – Hannover – Duisburg – Köln                                                                                               | PKP Intercity, DB Fernverkehr | 12:56 h 13:04 h |

## Galerie

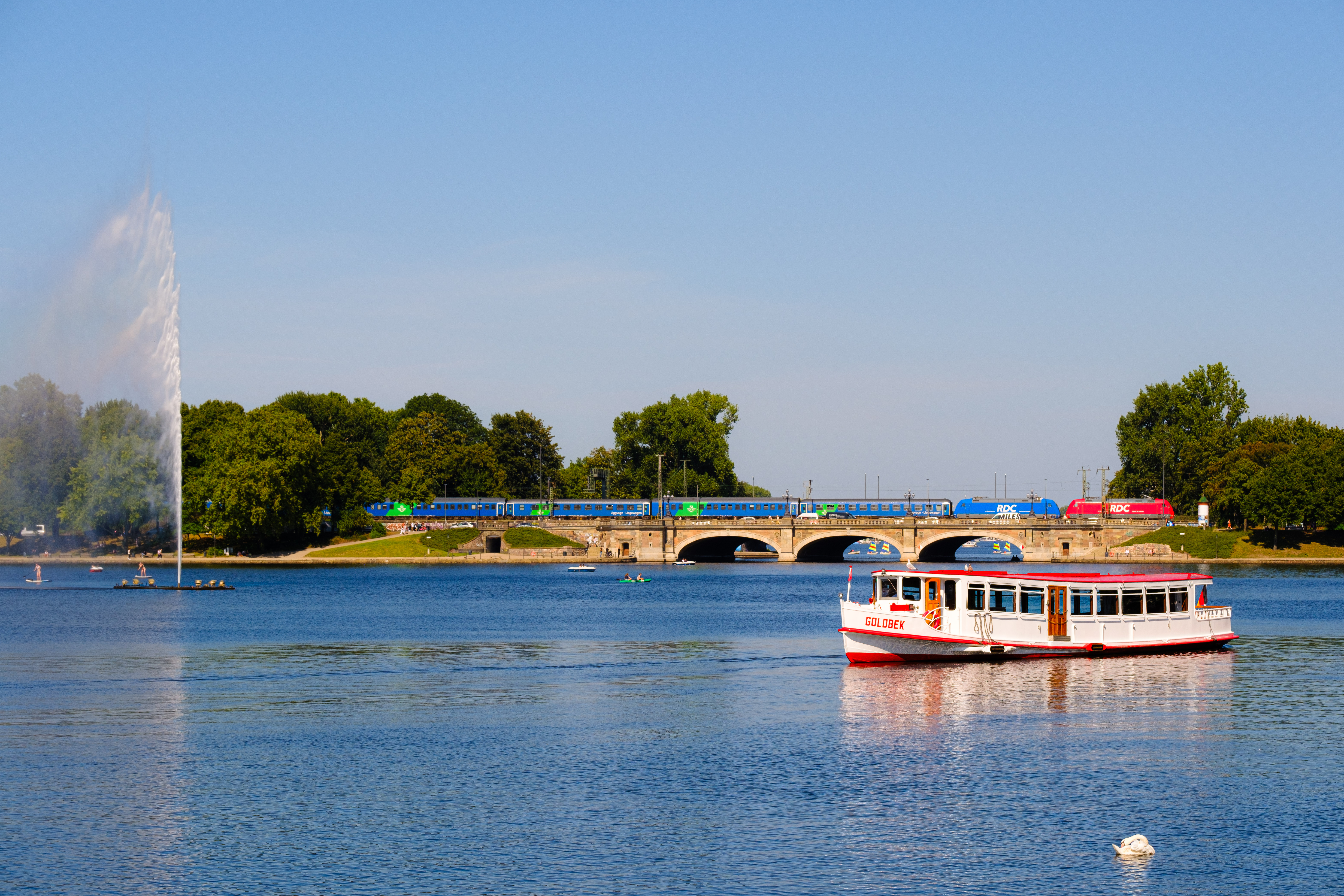
Ankunft des EuroNight EN 345 aus Stockholm in Hamburg (2024)
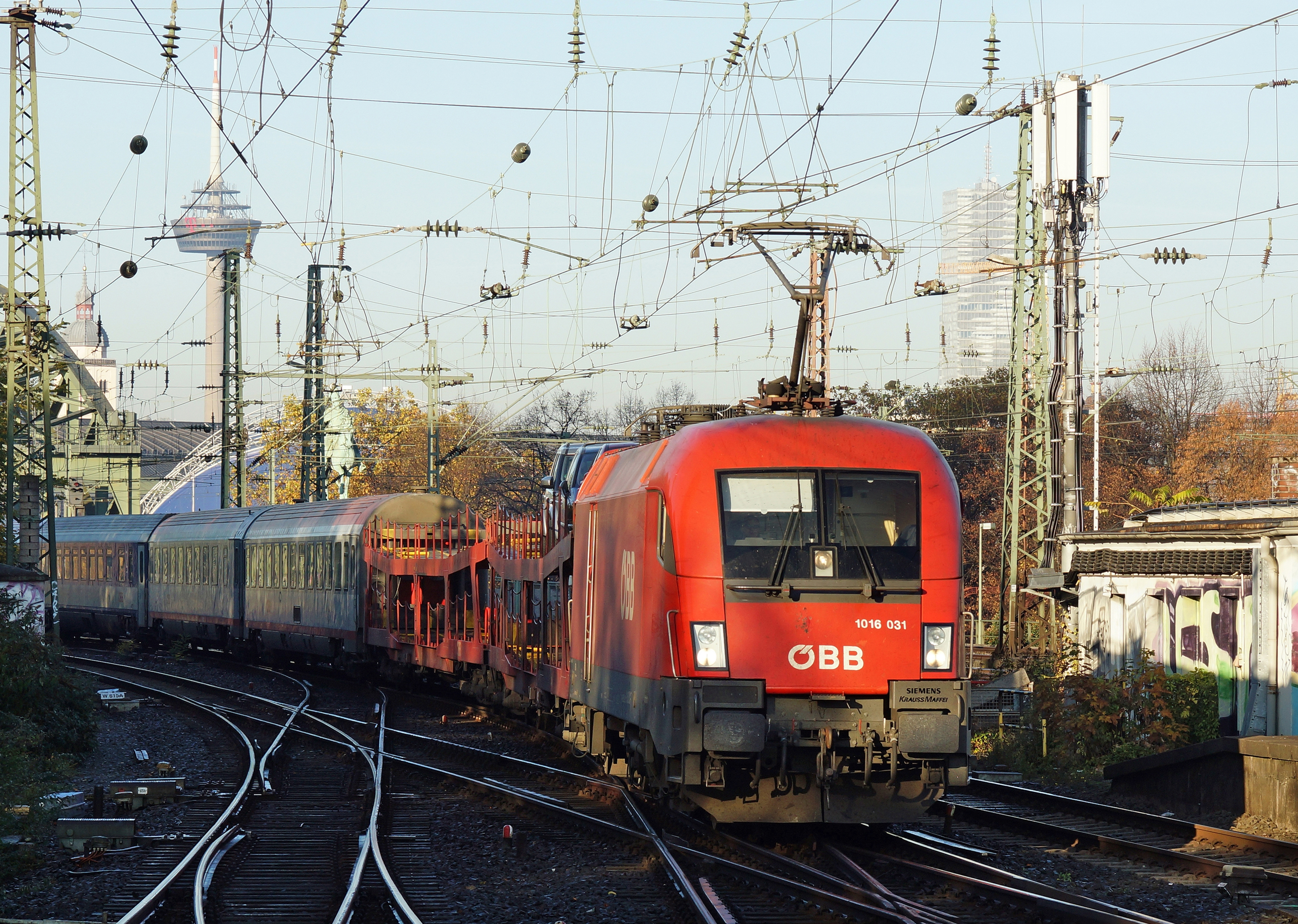
Einfahrt des EuroNight EN 420 aus Wien in Düsseldorf Hauptbahnhof (2015)
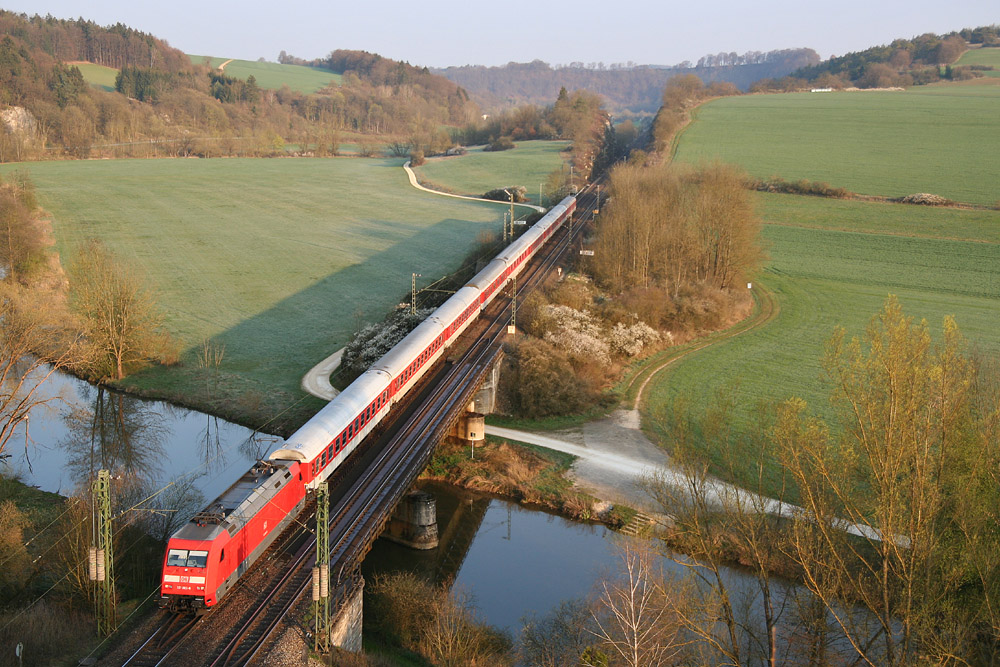
EuroNight EN 482 Kopenhagen–München auf der Strecke Treuchtlingen–Ingolstadt bei Dollnstein (2007)
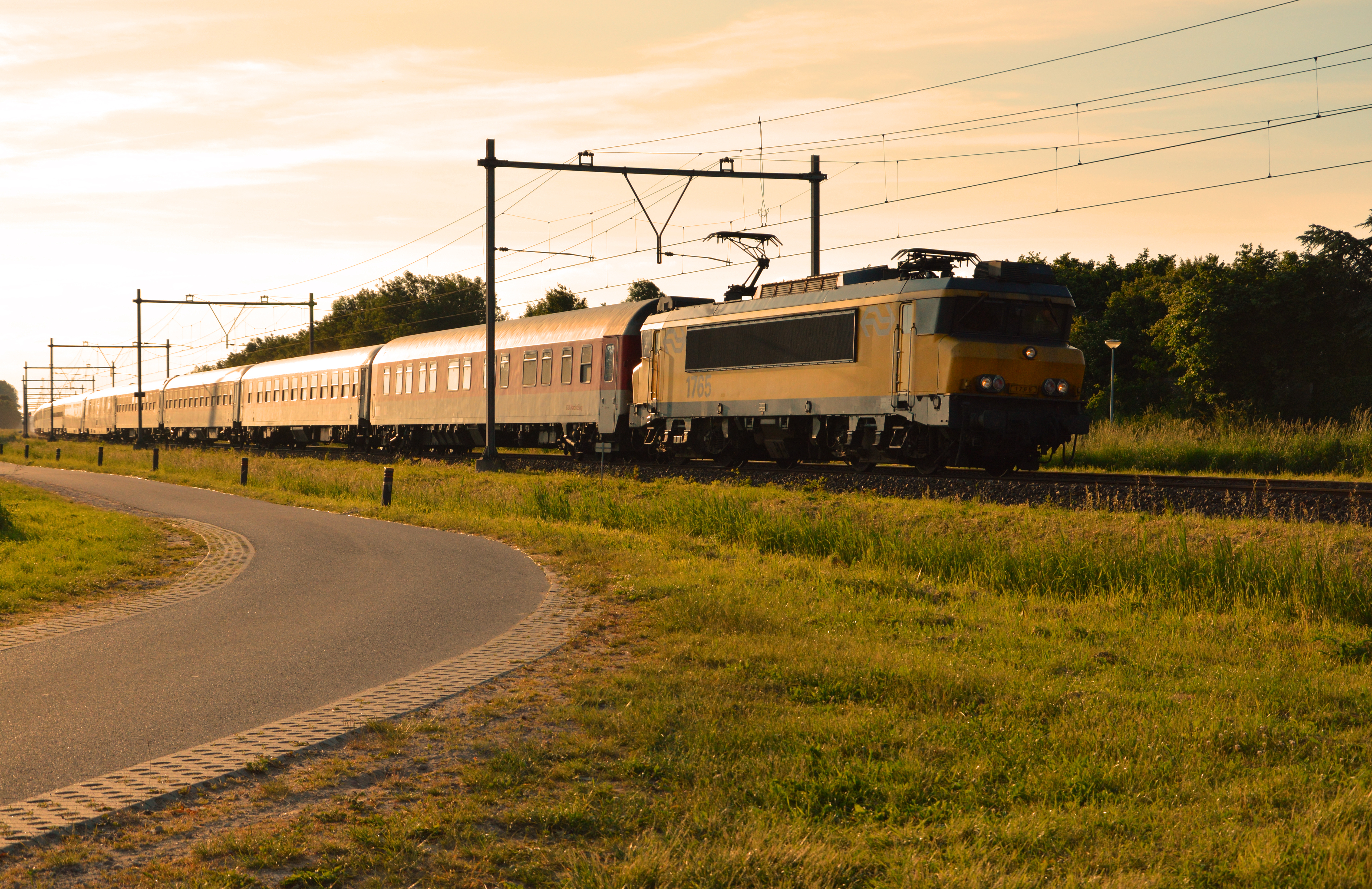
EuroNight, vermutlich EN 437/447/1237 "Jan Kiepura" nach Kopenhagen, Warschau und Prag, unterwegs in den Niederlanden (2013)
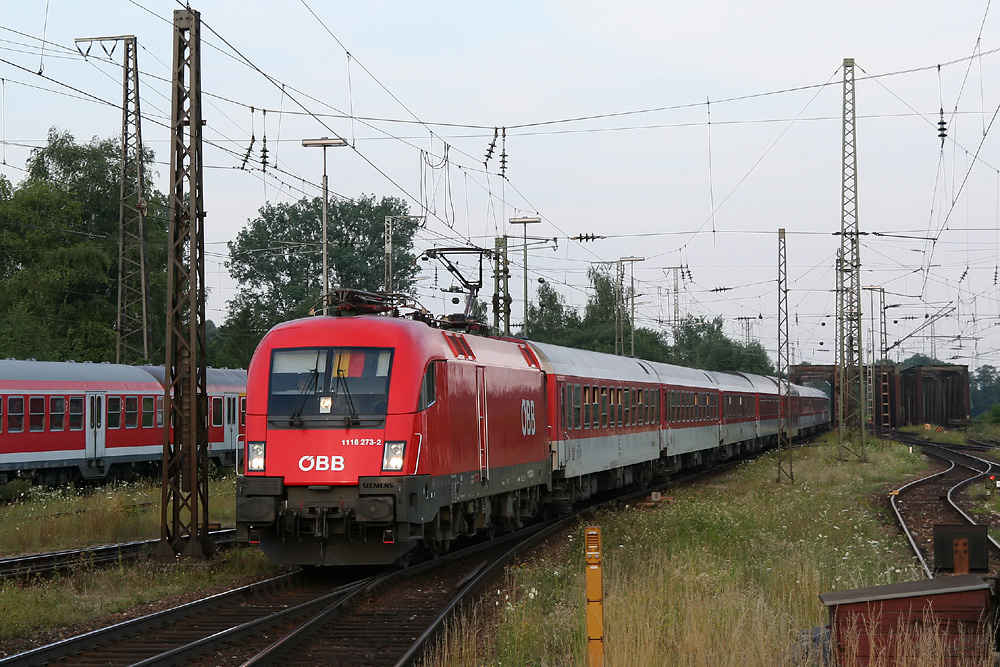
EuroNight EN 482 "Hans Christian Andersen" München–Kopenhagen/Binz bei der Durchfahrt durch Donauwörth (2006)
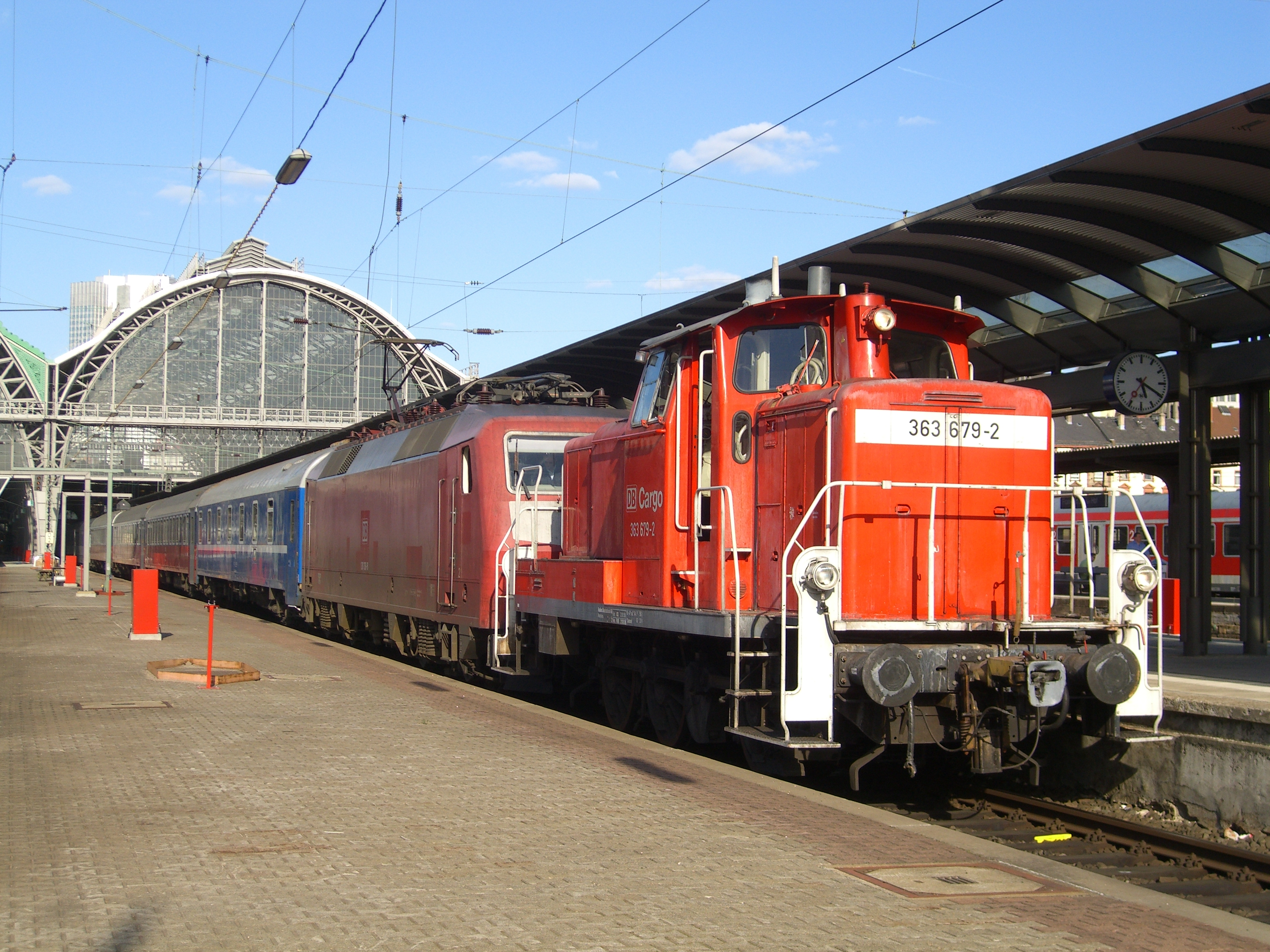
EuroNight EN 349 Frankfurt – Warschau bei der Bereitstellung in Frankfurt (Main) Hauptbahnhof (2006)
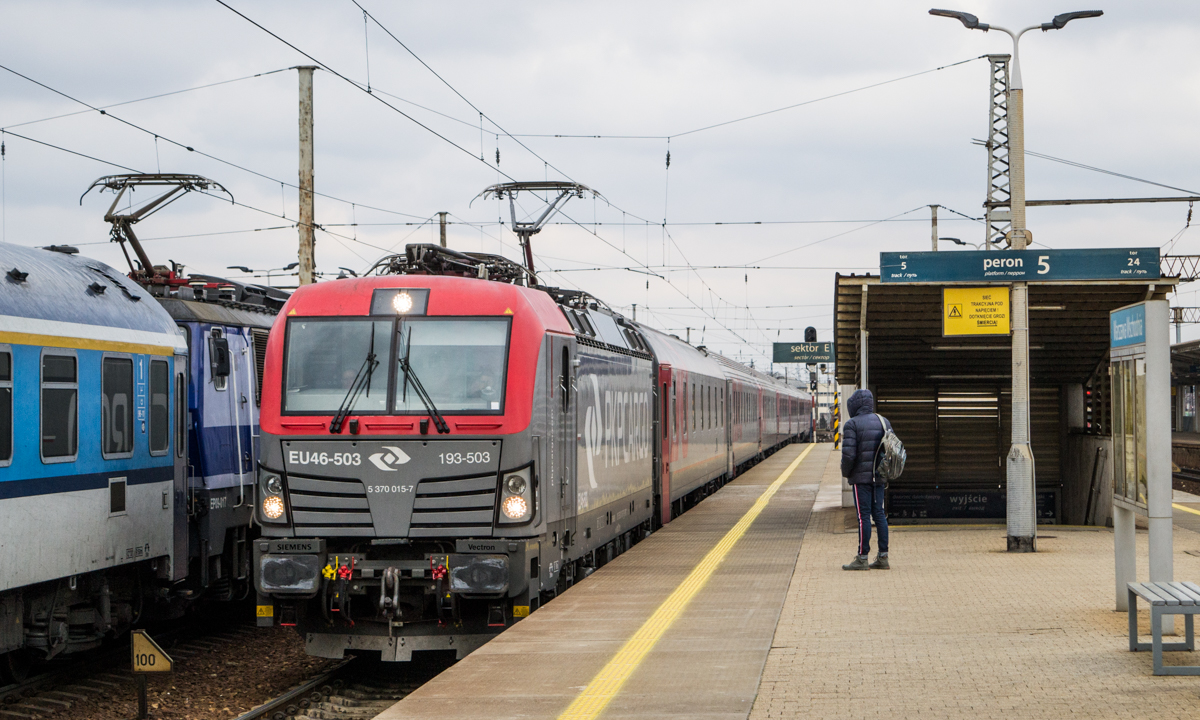
EuroNight EN 453 Paris – Moskau im Bahnhof Warszawa Wschodnia (2020)
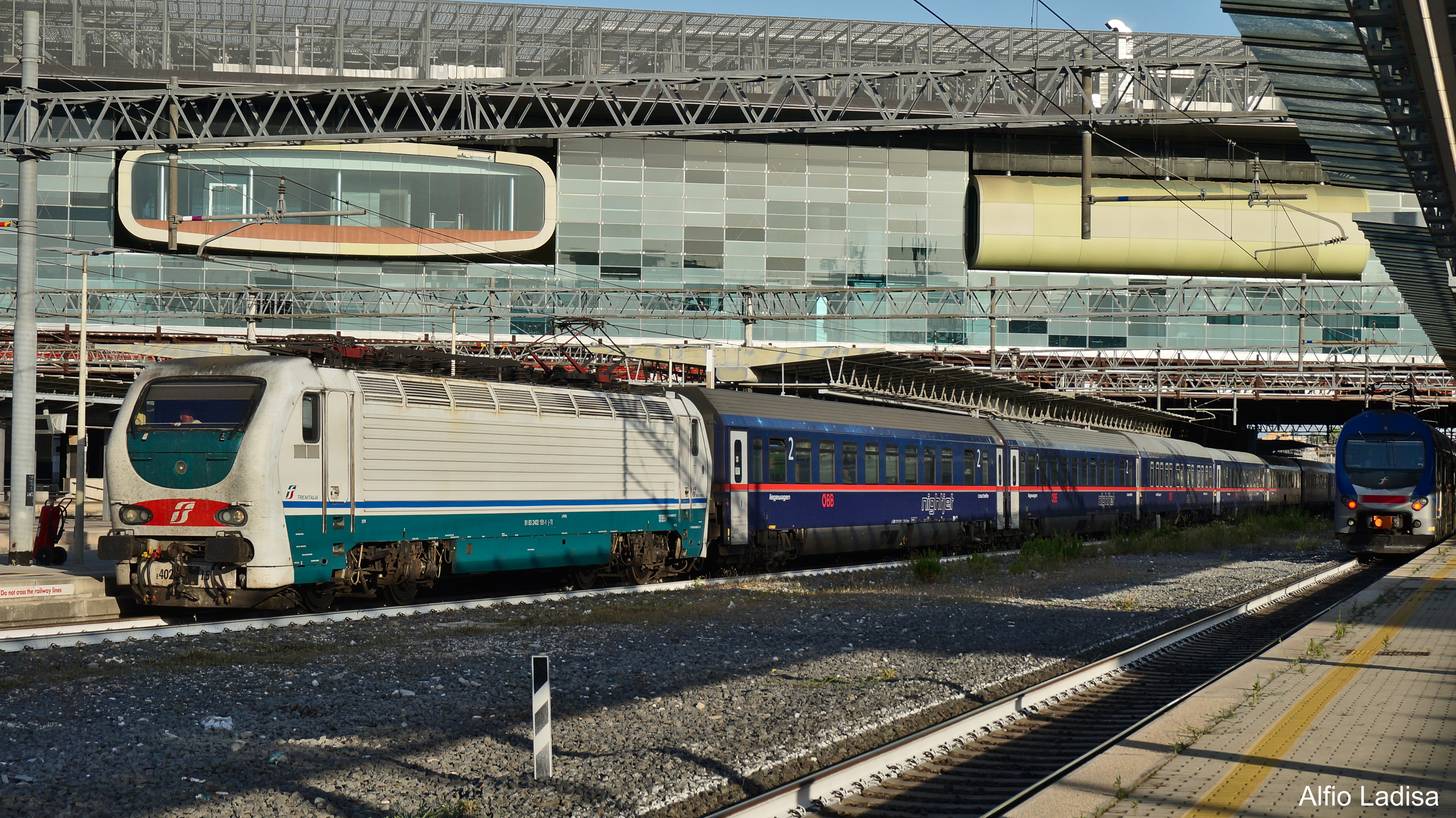
EuroNight EN 294 Rom – Wien/München (2019)
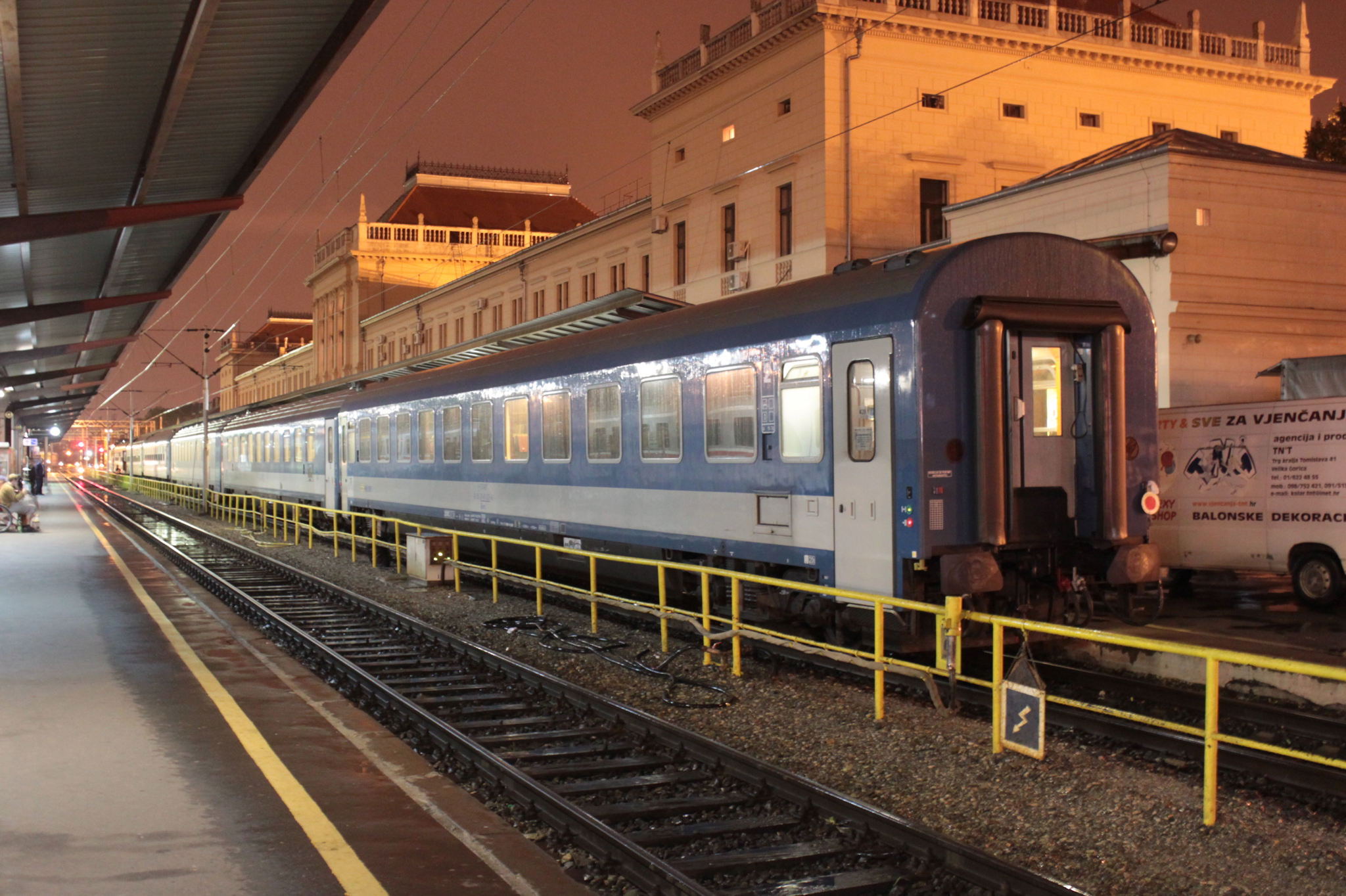
EuroNight EN 240 "Venezia" von Budapest nach Venedig beim Halt in Zagreb (2010)
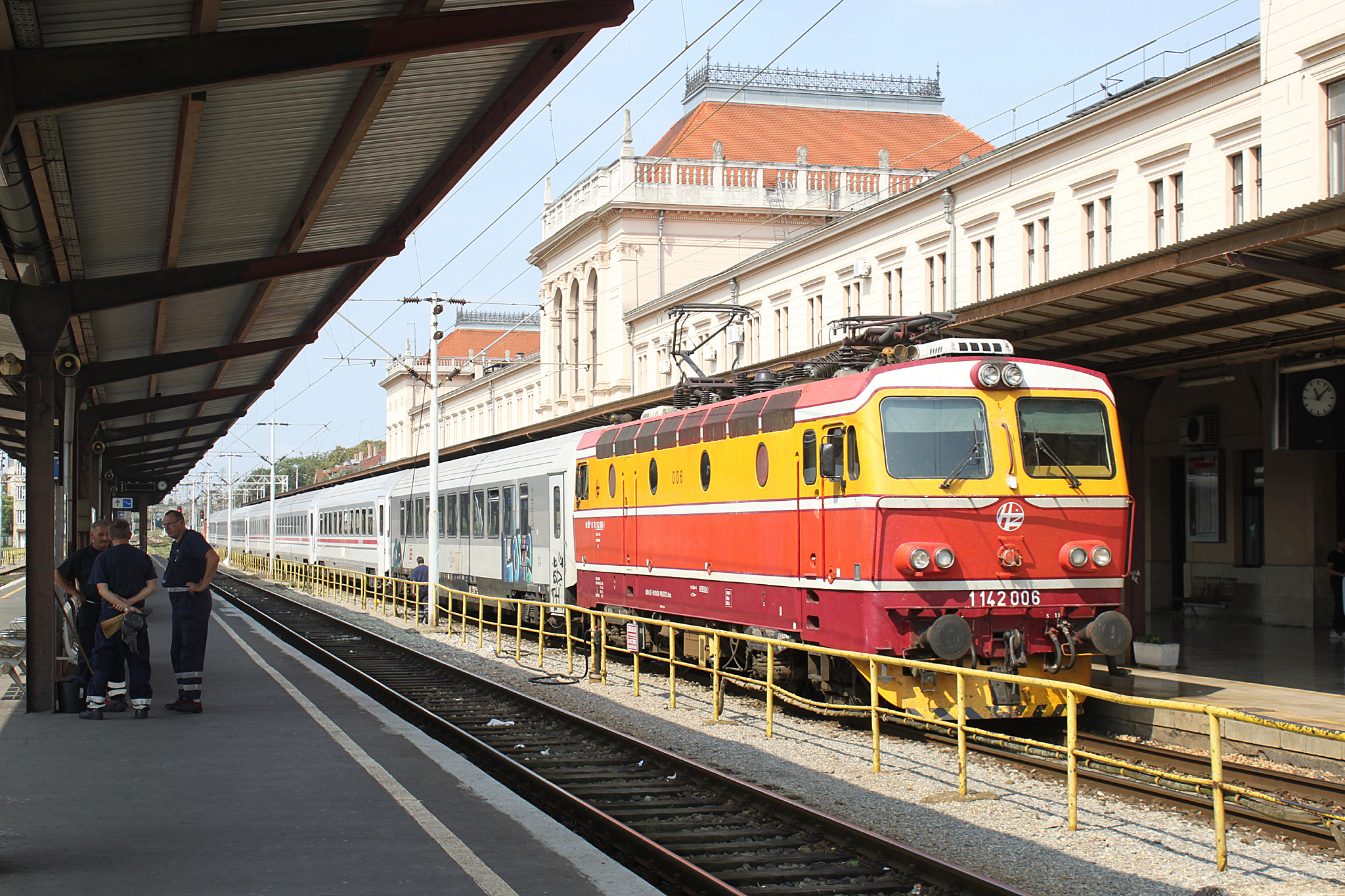
EuroNight EN 415 von Schwarzach-St. Veit nach Belgrad in Zagreb (2019)